# Kenneth Kipkemoi
Kenneth Kiprop Kipkemoi (2 agosto 1984) è un ex maratoneta e mezzofondista keniota.

## Biografia
Nel 2011 ha vinto una medaglia d'argento nella mezza maratona dei Giochi panafricani; sempre nella medesima manifestazione si è inoltre piazzato in settima posizione nei 10000 m. L'anno seguente ha invece vinto la medaglia d'oro nei 10000 m ai campionati africani, stabilendo nell'occasione anche il nuovo record dei campionati su questa distanza, con il tempo di 27'19"74.
Nel 2013 ha partecipato ai Mondiali, chiudendo in settima posizione la gara dei 10000 m; nel 2014 ha invece partecipato ai Mondiali di mezza maratona, piazzandosi in decima posizione e vincendo la medaglia d'argento a squadre.

## Palmarès
| Anno | Manifestazione             | Sede       | Evento         | Risultato | Prestazione | Note                                     |
| ---- | -------------------------- | ---------- | -------------- | --------- | ----------- | ---------------------------------------- |
| 2011 | Giochi panafricani         | Maputo     | 10000 m piani  | 7º        | 29'19"22    |                                          |
| 2011 | Giochi panafricani         | Maputo     | Mezza maratona | Argento   | 1h04'44"    |                                          |
| 2012 | Campionati africani        | Porto-Novo | 10000 m piani  | Oro       | 27'19"74    | Record dei campionati                    |
| 2013 | Mondiali                   | Mosca      | 10000 m piani  | 7º        | 27'28"50    | Miglior prestazione personale stagionale |
| 2014 | Mondiali di mezza maratona | Copenaghen | Individuale    | 10º       | 1h00'29"    | Miglior prestazione personale stagionale |
| 2014 | Mondiali di mezza maratona | Copenaghen | A squadre      | Argento   | 2h59'38"    |                                          |

## Campionati nazionali
2011
- 6º ai campionati kenioti, 10000 m piani - 27'48"5

2012
- Oro ai campionati kenioti, 10000 m piani - 27'49"53

2016
- Oro ai campionati kenioti, 10000 m piani - 27'52"1

## Altre competizioni internazionali
2009
- 8º alla Standard Chartered Nairobi ( Nairobi) - 1h02'59"

2011
- Argento alla Mezza maratona di Valencia ( Valencia) - 59'47"
- 9º alla Marseille-Cassis Classic ( Marsiglia), 20,3 km - 1h02'49"

2012
- Bronzo alla City-Pier-City Loop ( L'Aia) - 59'11"
- Argento alla Mezza maratona di Valencia ( Valencia) - 59'46"
- 6º alla Mezza maratona di Praga ( Praga) - 1h01'25"
- Bronzo alla 15 km di Le Puy-en-Velay ( Le Puy-en-Velay) - 43'22"
- 8º al Lotto CrossCup Brussels	( Bruxelles) - 33'58"

2013
- Bronzo alla Maratona di Gaborone ( Gaborone) - 2h17'41"
- 4º alla Mezza maratona di Delhi ( Nuova Delhi) - 59'55"
- Argento alla Mezza maratona di Valencia ( Valencia) - 1h00'03"
- 4º alla Mezza maratona di Berlino ( Berlino) - 1h00'45"
- 7º alla Dam tot Damloop ( Zaandam), 10 miglia - 47'00"
- Argento alla HyVee Road Races ( Des Moines) - 28'29"
- Bronzo alla World's Best 10 km ( San Juan) - 28'59"

2014
- Argento alla BIG 25 Berlin ( Berlino), 25 km - 1h12'32"
- 9º alla Mezza maratona di Delhi ( Nuova Delhi) - 59'43"
- Argento alla Mezza maratona di Valencia ( Valencia) - 59'01"
- 47º alla Baringo Half Marathon ( Contea di Baringo) - 1h05'23"
- 6º al Birell Grand Prix ( Praga) - 27'56"
- Bronzo alla HyVee Road Races ( Des Moines) - 28'30"
- Bronzo alla World's Best 10 km ( San Juan) - 28'51"
- 4º al Campaccio ( San Giorgio su Legnano) - 28'30"

2015
- 5º alla Maratona di Gyeongju ( Gyeongju) - 2h12'08"
- Bronzo alla BIG 25 Berlin ( Berlino), 25 km - 1h14'18"
- 9º alla Mezza maratona di Delhi ( Nuova Delhi) - 1h00'45"
- 7º alla Mezza maratona di Berlino ( Berlino) - 1h00'17"
- 12º alla Mezza maratona di Valencia ( Valencia) - 1h01'54"
- 6º alla Tilburg Ten Miles ( Tilburg), 10 miglia - 46'28"
- 11º alla World's Best 10 km ( San Juan) - 29'41"
- Bronzo al Discovery Kenya Crosscountry ( Eldoret) - 29'52"

2016
- Argento alla Mezza maratona di Lisbona ( Lisbona) - 1h00'05"
- 5º alla Mezza maratona di Istanbul ( Istanbul) - 1h01'10"
- 15º alla Mezza maratona di Copenhagen ( Copenaghen) - 1h01'45"
- 9º alla World's Best 10 km ( San Juan) - 28'41"

2017
- 6º alla Maratona di Gyeongju ( Gyeongju) - 2h09'43"
- 4º alla Mezza maratona di Venlo ( Venlo) - 1h00'27"
- 8º alla Mezza maratona di Marugame ( Marugame) - 1h01'27"

2018
- 4º alla Maratona di Chicago ( Chicago) - 2h05'57"
- Oro alla Maratona di Rotterdam ( Rotterdam) - 2h05'44"

2019
- Bronzo alla Maratona di Boston ( Boston) - 2h08'07"